# (227152) Zupi
(227152) Zupi est un astéroïde de la ceinture principale.

## Description
(227152) Zupi est un astéroïde de la ceinture principale. Il fut découvert le 5 août 2005 à Vallemare Borbona par Vincenzo Silvano Casulli. Il présente une orbite caractérisée par un demi-grand axe de 2,38 UA, une excentricité de 0,20 et une inclinaison de 3,8° par rapport à l'écliptique.
Il a été nommé (227152) Shujinakamura avant que la dénomination ne soit abrogée.